# Elekes György (matematikus)
Elekes György (Budapest, 1949. május 19. – Fót, 2008. szeptember 29.) matematikus, egyetemi tanár.

## Életútja
A budapesti Fazekas Mihály Gimnáziumba járt 1963 és 1967 között, ahol Kőváry Károly tanítványa volt. Matematikaversenyeken szép eredményt ért el (1965-ben a nemzetközi matematikai olimpián bronzérmes, 1967-ben aranyérmes, a Kürschák József-emlékversenyen 1966-ban második helyezett volt). 1967 és 1972 között az  ELTE matematika szakára járt. Az egyetem elvégzése után tanársegéd lett ugyancsak az ELTE-n, majd 1995-ig ugyanott adjunktus, 2005-ig docens, majd egyetemi tanár volt. Egyik alapító tagja volt 1983-ban a Számítógép-tudományi Tanszéknek. 1978-ban egyetemi doktori címet szerzett, 1994-ben pedig kandidátusi fokozatot. 2001-ben az MTA doktora lett. 1999 és 2002 között Széchenyi-ösztöndíjas volt.
Elekes György kiváló oktató volt, akit a tanítványai nagyon szerettek. Egyetemi jegyzeteit folyton  átírta, keresve  a legjobb megoldásokat. Súlyos betegségben hunyt el 2008. szeptember 29-én.

## Munkássága
Kutatási területei: kombinatorikus geometria, számelmélet, halmazelmélet. Kezdetben halmazelmélettel foglalkozott, Erdős Pállal és Hajnal Andrással közösen a kombinatorikus halmazelmélet egy új ágát fejlesztették ki. 
A geometriai algoritmusok területén egy alapvető eredmény kapcsolódik a nevéhez, amely fontos kutatások sorát indította el. Egyik utolsó fontos eredménye egy George B. Purdy által megfogalmazott, két egyenes pontjai közötti távolságra vonatkozó sejtésnek a bizonyítása.

### Könyvei, egyetemi jegyzetei
- Kombinatorikai feladatok. ELTE, 1992
- Kombinatorikai feladatok, ELTE Eötvös Kiadó, 2008
- Véges matematika (Brunczel Andrással), ELTE Eötvös Kiadó